# Alloplasta tomentosa
Alloplasta tomentosa là một loài tò vò trong họ Ichneumonidae.